# 吸い物
吸物（すいもの）は、だしを塩や醤油、味噌などで味付けたつゆを、魚介類や野菜などの実（み）とともに吸うようにした日本料理。羹（あつもの）とも呼び、酒の肴となる広義のスープ料理。
なお吸い物と汁物との違いは、酒の肴に飲食するのが吸い物で、飯にあわせて飲食するのが汁物とされるが、混同される場合もある。

## 概要
有職料理のひとつに吸物がある。この吸物の一例として餅を実としたものがあるが、雑煮とはせず吸物とされている。本膳料理では汁物とは別に吸物が、吸物膳で提供される。懐石や会席料理での煮物には吸物が多く用いられ、椀盛りや煮物椀ともよばれる。また箸洗を小吸物ともよぶ。また卓袱料理では、尾鰭（おひれ）と呼ばれる吸物から食べ始める。これらのように一汁三菜での汁ではなく、菜あるいは肴に分類される。酒の肴として供するものは「吸物」、飯と供するものは「汁物」と呼び分けているが、塩や醤油によるすまし仕立ての汁物（すまし汁、おすましなどと呼ばれる）を吸物と混同する場合もある。

## 構成
吸物は、つゆ、実、椀で構成される。

### つゆ
つゆは、「吸地」、「吹汁」、「吸だし」、「椀づゆ」ともいう。だしに味付けしたもので、一番だしに塩と醤油が基本となり、すまし仕立てとよぶ。他に、味噌仕立て、潮仕立て、薄葛仕立てなどがあり、季節や実にあわせて仕立てる。日本酒を効かせたすっぽん仕立て、とろろ仕立てのものもある。

### 実
実（み）は、魚介類や野菜に加えて山菜、豆腐、鶏肉、鴨肉、卵など様々である。

#### 椀種
実のなかで中心的なものを椀種（わんだね）ともいう。旬の魚介類や鶏肉、豆腐やがんもどきなど様々である。真薯も用いられる。

#### つま
椀種以外の実は、つまという。つまは、旬の野菜や山菜、海藻、麸など様々である。

#### 吸口
つまのうち、特に芳香のためのものを吸口（すいくち）という。吸口は、香りをそえ味をしめるために季節のものをそえる。木の芽やユズ、ショウガ、カラシ、ウメ、ミョウガ、ワサビ、ネギ、ふきのとうなど様々。

### 椀
漆器の椀が多く使われる。吸物の椀をとくに吸物椀（すいものわん）とよぶ。
卓袱料理や普茶料理では中国風に陶器のお椀に出される場合がある。また、中国料理の湯のように丼鉢に吸い物が入れられ、食する時に個々の椀やトンスイに注ぐ場合もある。